# Zarismus
Der Begriff Zarismus bezeichnet die Gesellschaftsform in Russland in der Zeit der autokratisch herrschenden russischen Zaren. Mitunter wird auch die Herrschaftszeit der Zaren anderer Länder wie in Bulgarien und Serbien so bezeichnet.
Der Zarismus war eine stärker zentralisierte Form des Feudalismus. Die Entwicklung verlief im Zarismus allerdings langsamer. So wurde die Leibeigenschaft erst im Jahr 1861 abgeschafft, etwa 50 Jahre später als in Westeuropa, aber noch vier Jahre vor der Abschaffung der Sklaverei in den USA. Trotz erheblicher Industrieproduktion (Stahl, Kohle, Öl, Militärbedarf) geriet das Russische Kaiserreich immer mehr ins Hintertreffen gegenüber den westeuropäischen Großmächten. Der Grund hierfür war die Ineffizienz des staatlich kontrollierten Aufbaus der Industrie, der nur in den städtischen Ballungszentren vorangetrieben wurde. Während in den großen Städten wie Moskau und St. Petersburg aufgrund der Landflucht ein Industrieproletariat entstand, verharrte die große Masse der rasch wachsenden Bevölkerung auf dem Land in Armut und der Rechts- und Sozialordnung der Feudalgesellschaft.

## Einzelbelege
1. ↑  Vgl. Geschichte der Abschaffung der Sklaverei (Memento vom 16. Mai 2013 im Internet Archive)